# Petrophile pulchella
Espèce
Classification phylogénétique
Petrophile pulchella est une espèce de  plante arbustive de la famille des  Proteaceae. C'est une espèce endémique de l'Australie.